# Burg Wildentierbach
Die Burg Wildentierbach ist eine abgegangene Burg in Wildentierbach, einem Stadtteil von Niederstetten im Main-Tauber-Kreis in Baden-Württemberg.

## Geschichte
Die Burg Wildentierbach wurde wohl am Anfang des 13. Jahrhunderts erbaut und im Jahre 1303 urkundlich erwähnt. Sie diente den Herren von Tierbach als Sitz, die vermutlich als Lehen- und Dienstleute der Herren von Hohenlohe-Brauneck, denen der Ort Wildentierbach im 13. Jahrhundert gehörte, auf der Burg saßen. Um das Jahr 1400 wurde die Burg aufgegeben und im Jahre 1509 durch Melchior von Rosenberg zu Haltenbergstetten zerstört.

## Anlage
Von der einstigen Burg sind nur noch Reste des quadratischen Bergfrieds mit einer Grundfläche von 8,5 × 8,5 Metern und einer Mauerstärke von 3 Metern erhalten.